# Доносо, Умберто
Умбе́рто Доно́со Бертоло́тто (исп. Humberto Donoso Bertolotto; 9 октября 1938, Арика — 4 мая 2000) — чилийский футболист, игравший на позиции защитника; участник чемпионата мира 1966 года.

## Биография

### Клубная карьера
Доносо присоединился к клубу «Универсидад де Чили», в составе которого отыграл девять сезонов. В составе «синих» Доносо стал одним из ключевых игроков команды, в составе которой завоевал пять чемпионских титулов. Всего за эту команду Доносо сыграл 197 матчей, в которых забил три мяча и в 1967 году покинул команду.
В 1968 году Доносо перешёл в «Унион Эспаньола», в составе которого играл один сезон и завершил карьеру игрока.

### Карьера в сборной
Был в заявке сборной Чили на чемпионате мира 1966 года, но на турнире не сыграл ни в одном из матчей. Всего за сборную Чили сыграл 14 матчей, в которых не забил ни одного мяча.

### Смерть
Скончался 4 мая 2000 года в возрасте 61 года.

## Достижения
«Универсидад де Чили»
- Чемпион Чили (5): 1959, 1962, 1964, 1965, 1967